# Marten Beinema
Marten Beinema (Dordrecht, 26 november 1932 – Middelburg, 20 augustus 2008) was een Nederlands politicus. Hij was van 1975 tot 1977 en van 1978 tot 1998 namens achtereenvolgens de Anti-Revolutionaire Partij (ARP) en het Christen-Democratisch Appèl (CDA) lid van de Tweede Kamer der Staten-Generaal. Eerder was hij onder meer wethouder in Middelburg.

## Levensloop
Beinema was een zoon van een in de Tweede Wereldoorlog omgekomen verzetsstrijder. Hij volgde na het gymnasium de studie Nederlandse taal- en letterkunde aan de Rijksuniversiteit Utrecht. Na zijn afstuderen werd hij leraar Nederlands aan de Christelijke Scholengemeenschap in Middelburg. In 1971 werd hij namens de ARP lid van de gemeenteraad van Middelburg, een jaar later werd hij wethouder. Hij was lid van de zogenoemde Amersfoortgroep binnen de ARP, die zich verzette tegen opvattingen van de KVP over een mogelijk samengaan van de confessionele partijen.
In 1975 kwam hij tussentijds in de Tweede Kamer. Bij de Tweede Kamerverkiezingen 1977 werd hij niet herkozen, maar een jaar later kwam hij opnieuw tussentijds in het parlement. Beinema had cultuur en mediazaken alsook het hoger onderwijs en wetenschapsbeleid in zijn portefeuille. Hij toonde zich een groot voorstander van de publieke omroep, maar was in weerwil van een meerderheid van zijn fractie tegen reclame op de publieke zenders. Ook op het gebied van atoombewapening en politiek ten aanzien van de apartheid in Zuid-Afrika behoorde hij tot een minderheid binnen zijn fractie. Beinema stemde voor een olieboycot van Zuid-Afrika en herhaaldelijk tegen productie en plaatsing van kruisraketten. Ook steunde hij in 1982 een motie die de militaire steun van de Verenigde Staten aan de junta in El Salvador veroordeelde. In de periode 1994 tot 1998 was hij het langstzittende Kamerlid. Ruim voor de Tweede Kamerverkiezingen 1998 liet hij weten geen nieuwe termijn te ambiëren.
Na zijn politieke loopbaan bekleedde hij functies op het terrein van onderwijs, gezondheid en cultuur.

## Persoonlijk
Beinema was getrouwd en had drie kinderen. Hij was gereformeerd en stond bekend als sterk Bijbels-georiënteerd. Tevens was hij een verdienstelijk schaker en deelnemer aan het Hoogovensschaaktoernooi. Marten Beinema overleed op 75-jarige leeftijd in zijn woonplaats Middelburg.
- Biografisch Portaal: 96584838
- International Standard Name Identifier: 0000 0003 9063 9424
- Nederlandse Thesaurus van Auteursnamen: 127056912
- Parlement.com: vg09llgx1ztw
- Virtual International Authority File: 284305698
- WorldCat: E39PBJdh7g69V8686r3Mm8Pfbd